# Елк Рапидс (Мичиген)
Елк Рапидс (енгл. Elk Rapids) град је у америчкој савезној држави Мичиген.

## Демографија
По попису из 2010. године број становника је 1.642, што је 58 (-3,4%) становника мање него 2000. године.
| Група             | 2000.         | 2010.         |
| Белци             | 1.627 (95,7%) | 1.570 (95,6%) |
| Афроамериканци    | 5 (0,3%)      | 11 (0,7%)     |
| Азијати           | 2 (0,1%)      | 9 (0,5%)      |
| Хиспаноамериканци | 36 (2,1%)     | 21 (1,3%)     |
| Укупно            | 1.700         | 1.642         |